# Pete Conacher
Charles William „Pete“ Conacher junior (* 29. Juli 1932 in Toronto, Ontario; † 20. Oktober 2024) war ein kanadischer Eishockeyspieler, der im Verlauf seiner aktiven Karriere zwischen 1949 und 1966 unter anderem 236 Spiele für die Chicago Black Hawks, New York Rangers und Toronto Maple Leafs in der National Hockey League auf der Position des linken Flügelstürmers bestritten hat. Seinen größten Erfolg feierte Conacher jedoch im Trikot der kanadischen Nationalmannschaft mit dem Gewinn der Goldmedaille bei der Weltmeisterschaft 1959.

## Karriere
Pete Conacher begann seine Karriere als Eishockeyspieler in der Juniorenliga der Ontario Hockey Association (OHA Jr.), in der er von 1949 bis 1952 für die Galt Red Wings bzw. Black Hawks aktiv war. Gegen Ende der Saison 1951/52 gab der Angreifer sein Debüt für die Chicago Black Hawks in der National Hockey League (NHL), wobei er in zwei Spielen ein Tor vorbereitete. In den folgenden beiden Jahren war er Stammspieler bei den Black Hawks, kam parallel jedoch auch zu 29 Einsätzen für deren Farmteam St. Louis Flyers aus der American Hockey League (AHL) und erzielte dabei 28 Scorerpunkte, davon zwölf Tore. Nachdem er auch die Saison 1954/55 bei den Chicago Black Hawks begonnen hatte, wurde er im November 1954 zusammen mit Bill Gadsby im Tausch für Rich Lamoureux, Allan Stanley und Nick Mickoski an die New York Rangers abgegeben. Bei diesen war er in den folgenden eineinhalb Jahren ebenfalls Stammspieler in der NHL. 
Von 1956 bis 1958 spielte Conacher überwiegend für die Buffalo Bisons in der AHL, die ihn im August 1956 von den Rangers abgekauft hatten. In der Saison 1957/58 lief der Stürmer jedoch auch in fünf Spielen für die Toronto Maple Leafs in der NHL auf, wobei er ein Tor vorbereitete. Die Maple Leafs hatten Conacher, der zwischenzeitlich wieder bei den Rangers gelandet war, von diesen ge- und später wieder an sie verkauft. In der Saison 1958/59 stand der Linksschütze für die Belleville McFarlands in der Amateurliga Ontario Hockey Association auf dem Eis. Als kanadische Nationalmannschaft nahm Conacher mit der Mannschaft an der Weltmeisterschaft 1959 teil und gewann dort die Goldmedaille. In acht Spielen erzielte er dabei sieben Tore und gab drei Vorlagen, womit er maßgeblich am Titelgewinn beteiligt war.
Anschließend verbrachte er ein weiteres Jahr bei den Buffalo Bisons in der AHL. Im Sommer 1960 wurde Conacher im Tausch für Barry Cullen zu den Detroit Red Wings transferiert. Die Red Wings setzten ihn aber ausschließlich bei den Hershey Bears in der AHL ein, die ihn im Januar 1961 gemeinsam mit Marc Reaume und Jack McIntyre fest verpflichteten. Im Tausch wechselte Howie Young nach Detroit. Bei den Bears avancierte der Angreifer bis 1966 zu einem der Führungsspieler. Anschließend beendete der 34-Jährige seine aktive Karriere.
Conacher starb am 20. Oktober 2024 im Alter von 92 Jahren.

## Erfolge und Auszeichnungen
- 1959 Goldmedaille bei der Weltmeisterschaft

## Karrierestatistik

### International
Vertrat Kanada bei:
- Weltmeisterschaft 1959

(Legende zur Spielerstatistik: Sp oder GP = absolvierte Spiele; T oder G = erzielte Tore; V oder A = erzielte Assists; Pkt oder Pts = erzielte Scorerpunkte; SM oder PIM = erhaltene Strafminuten; +/− = Plus/Minus-Bilanz; PP = erzielte Überzahltore; SH = erzielte Unterzahltore; GW = erzielte Siegtore; 1 Play-downs/Relegation; Kursiv: Statistik nicht vollständig)

## Familie
Pete Conacher stammt aus einer Familie mit langjähriger Eishockeytradition. Sein Vater Charlie Conacher und seine Onkel Lionel Conacher und Roy Conacher waren ebenso professionelle Eishockeyspieler wie sein Cousin Brian Conacher.